# Grönbladsbjörnbär
Grönbladsbjörnbär (Rubus muenteri) är en missgynnad björnbärsort inom familjen Rosaceae, och ordningen Rosales. Grönbladsbjörnbär kallas ibland även för Oskarshamnsbjörnbär.